# Зе Лукас
Крус де Оливейра Лукас Хосе (порт. José Lucas da Cruz de Oliveira; род. 5 июня 1990, Галиньюс, Риу-Гранди-ду-Норти) — бразильский игрок в пляжный футбол. Выступает за сборную Бразилии. Участник двух чемпионатов мира по пляжному футболу.

## Биография
Победитель чемпионата Риу-Гранди-ду-Норти 2016 года. В составе «Жувентуса» становился чемпион штата Санта-Катарины в 2020 году. Четыре раза признавался лучшим игроком чемпионата Потигуара.
За рубежом выступал за венгерский «Дьёндьёш», российские «Новатор», «Лекс» и «Локомотив», итальянскую «Катанию», португальский «Спортинг», испанские «Мелистар» и «Леванте», а также израильский «Рош-ха-Аин».
Первым крупным турниром Зе Лукаса в футболке сборной Бразилии по пляжному футболу стал Мундиалито 2017 года в Португалии. Впервые на чемпионате мира сыграл в 2021 году в России. Участник мундиаля 2024 года в ОАЭ.
По состоянию на февраль 2024 года провёл за сборную Бразилии 68 матчей и забил 80 голов.

## Достижения
Сборная Бразилии
- Победитель Мундиалито: 2017, 2023
- Обладатель Кубка Америки: 2018, 2023
- Обладатель Кубка Неома: 2023
- Обладатель Межконтинентальный кубка: 2017
- Победитель Южноамериканская лиги: 2019

На клубном уровне
- Чемпион Испании: 2021 (с «Мелистаром»)
- Чемпион Италии: 2017 (с «Самбенедеттезе»)
- Финалист Кубка Италии: 2016 (с «Самбенедеттезе»)
- Лучший бомбардир Кубка Италии: 2016 (с «Самбенедеттезе»)